# Elecciones provinciales de Corrientes de 2005
Las elecciones generales de la provincia de Corrientes de 2005 se realizaron el 2 de octubre y el 23 de octubre de 2005.

## Candidatos

### Frente de Todos
| |                                                                    |                                                                       |                                |
| |                                                                    |                                                                       |                                |
| Arturo Colombi | Arturo Colombi                                                     | Tomás Rubén Pruyas                                                    | Tomás Rubén Pruyas             |
| para gobernador | para gobernador                                                    | para vicegobernador                                                   | para vicegobernador            |
| [[File:AColombi.jpg\|180px\|alt={{{Alt\|{{{descripción}}}]] | [[File:AColombi.jpg\|180px\|alt={{{Alt\|{{{descripción}}}]]        | [[File:Tomás Rubén Pruyas.jpg\|180px\|alt={{{Alt\|{{{descripción}}}]] |                                |
| Ministro de Obras y Servicios Públicos de Corrienttes (desde 2003) | Ministro de Obras y Servicios Públicos de Corrienttes (desde 2003) | Diputado Nacional (desde 2001)                                        | Diputado Nacional (desde 2001) |
| Partidos en la alianza: - Unión Cívica Radical - Partido Justicialista - Partido de la Victoria - Acción por la República - Frente Grande - Partido Socialista - Partido Popular de Corrientes - Corriente Patria Libre |                                                                    |                                                                       |                                |

### Frente Unidos por Corrientes
| |                                                                         |                                                                              |                         |
| |                                                                         |                                                                              |                         |
| Carlos Rubín | Carlos Rubín                                                            | Estela Angélica Robaina                                                      | Estela Angélica Robaina |
| para gobernador | para gobernador                                                         | para vicegobernadora                                                         | para vicegobernadora    |
| [[File:Carlos Gustavo Rubín.png\|180px\|alt={{{Alt\|{{{descripción}}}]] | [[File:Carlos Gustavo Rubín.png\|180px\|alt={{{Alt\|{{{descripción}}}]] | [[File:Replace this image female.svg\|180px\|alt={{{Alt\|{{{descripción}}}]] |                         |
| |                                                                         |                                                                              |                         |
| Partidos en la alianza: - Partido Nuevo - Partido Liberal de Corrientes - Partido Autonomista de Corrientes - Crecer con Todos - Partido Conservador Popular - 17 de noviembre - Partido Demócrata Cristiano - Partido Federal - Recrear para el Crecimiento - Unión del Centro Democrático |                                                                         |                                                                              |                         |

### Frente Proyecto Corrientes
| |                                                                     |                                                                            |                     |
| Proyecto Corrientes |                                                                     |                                                                            |                     |
| Gustavo Canteros | Gustavo Canteros                                                    | Walter Nigri                                                               | Walter Nigri        |
| para gobernador | para gobernador                                                     | para vicegobernador                                                        | para vicegobernador |
| [[File:Gustavo Canteros.jpg\|180px\|alt={{{Alt\|{{{descripción}}}]]                                                                                               | [[File:Gustavo Canteros.jpg\|180px\|alt={{{Alt\|{{{descripción}}}]] | [[File:Replace this image male.svg\|180px\|alt={{{Alt\|{{{descripción}}}]] |                     |
| Diputado Nacional (desde 2003) |                                                                     |                                                                            |                     |
| Partidos en la alianza: - Partido Demócrata Progresista - Movimiento de Integración y Desarrollo - Partido Intransigente - Nueva Dirigencia - Proyecto Corrientes |                                                                     |                                                                            |                     |

## Resultados

### Gobernador y vicegobernador
| Fórmula               | Fórmula                 | Partido/Alianza                    | Partido/Alianza                        | Partido/Alianza                    | Votos   | %     |
| Gobernador            | Vicegobernador          | Partido/Alianza                    | Partido/Alianza                        | Partido/Alianza                    | Votos   | %     |
| --------------------- | ----------------------- | ---------------------------------- | -------------------------------------- | ---------------------------------- | ------- | ----- |
| Arturo Colombi        | Tomás Rubén Pruyas      |                                    |                                        | Unión Cívica Radical               | 107.439 | 24,92 |
| Arturo Colombi        | Tomás Rubén Pruyas      |                                    | Partido Justicialista                  | 46.819                             | 10,86   |       |
| Arturo Colombi        | Tomás Rubén Pruyas      |                                    | Frente de Todos                        | 35.776                             | 8,30    |       |
| Arturo Colombi        | Tomás Rubén Pruyas      |                                    | Partido Popular de Corrientes          | 21.063                             | 4,89    |       |
| Arturo Colombi        | Tomás Rubén Pruyas      |                                    | Corriente Patria Libre                 | 16.155                             | 3,75    |       |
| Arturo Colombi        | Tomás Rubén Pruyas      |                                    | Partido de la Victoria                 | 14.428                             | 3,35    |       |
| Arturo Colombi        | Tomás Rubén Pruyas      |                                    | Acción por la República                | 11.462                             | 2,66    |       |
| Arturo Colombi        | Tomás Rubén Pruyas      |                                    | Frente Grande                          | 7.931                              | 1,84    |       |
| Arturo Colombi        | Tomás Rubén Pruyas      | Total Frente de Todos              | Total Frente de Todos                  | Total Frente de Todos              | 261.073 | 60,57 |
| Carlos Gustavo Rubín  | Estela Angélica Robaina |                                    |                                        | Partido Nuevo                      | 57.970  | 13,45 |
| Carlos Gustavo Rubín  | Estela Angélica Robaina |                                    | Frente Unidos por Corrientes           | 24.005                             | 5,57    |       |
| Carlos Gustavo Rubín  | Estela Angélica Robaina |                                    | Partido Liberal de Corrientes          | 23.409                             | 5,43    |       |
| Carlos Gustavo Rubín  | Estela Angélica Robaina |                                    | Partido Autonomista de Corrientes      | 12.884                             | 2,99    |       |
| Carlos Gustavo Rubín  | Estela Angélica Robaina |                                    | Partido Conservador Popular            | 5.141                              | 1,19    |       |
| Carlos Gustavo Rubín  | Estela Angélica Robaina |                                    | 17 de noviembre                        | 4.823                              | 1,12    |       |
| Carlos Gustavo Rubín  | Estela Angélica Robaina |                                    | Partido Demócrata Cristiano            | 4.599                              | 1,07    |       |
| Carlos Gustavo Rubín  | Estela Angélica Robaina |                                    | Partido Federal                        | 4.435                              | 1,03    |       |
| Carlos Gustavo Rubín  | Estela Angélica Robaina |                                    | Recrear para el Crecimiento            | 1.793                              | 0,42    |       |
| Carlos Gustavo Rubín  | Estela Angélica Robaina |                                    | Unión del Centro Democrático           | 762                                | 0,18    |       |
| Carlos Gustavo Rubín  | Estela Angélica Robaina |                                    | Crecer con Todos                       | 0                                  | 0,00    |       |
| Carlos Gustavo Rubín  | Estela Angélica Robaina | Total Frente Unidos por Corrientes | Total Frente Unidos por Corrientes     | Total Frente Unidos por Corrientes | 139.821 | 32,43 |
| Gustavo Canteros      | Walter Nigri            |                                    |                                        | Frente Proyecto Corrientes         | 12.046  | 2,79  |
| Gustavo Canteros      | Walter Nigri            |                                    | Partido Demócrata Progresista          | 4.897                              | 1,14    |       |
| Gustavo Canteros      | Walter Nigri            |                                    | Nueva Dirigencia                       | 5.014                              | 1,16    |       |
| Gustavo Canteros      | Walter Nigri            |                                    | Movimiento de Integración y Desarrollo | 2.148                              | 0,50    |       |
| Gustavo Canteros      | Walter Nigri            |                                    | Partido Intransigente                  | 1.402                              | 0,33    |       |
| Gustavo Canteros      | Walter Nigri            | Total Frente Proyecto Corrientes   | Total Frente Proyecto Corrientes       | Total Frente Proyecto Corrientes   | 25.507  | 5,92  |
| Sonia López           | Norma Riccini           |                                    |                                        | Partido Comunista                  | 1.821   | 0,42  |
| Sonia López           | Norma Riccini           |                                    | Frente para el Cambio                  | 755                                | 0,18    |       |
| Sonia López           | Norma Riccini           |                                    | Unidad Popular Correntina              | 810                                | 0,19    |       |
| Sonia López           | Norma Riccini           | Total Unidad Popular Correntina    | Total Unidad Popular Correntina        | Total Unidad Popular Correntina    | 3.386   | 0,79  |
| Eliseo Popolizzio     | Elpidio Monzón          |                                    | Acción Transformadora                  | Acción Transformadora              | 1.342   | 0,31  |
| Votos positivos       | Votos positivos         | Votos positivos                    | Votos positivos                        | Votos positivos                    | 431.129 | 97,36 |
| Votos en blanco       | Votos en blanco         | Votos en blanco                    | Votos en blanco                        | Votos en blanco                    | 5.152   | 1,16  |
| Votos nulos           | Votos nulos             | Votos nulos                        | Votos nulos                            | Votos nulos                        | 6.538   | 1,48  |
| Participación         | Participación           | Participación                      | Participación                          | Participación                      | 442.819 | 70,88 |
| Electores registrados | Electores registrados   | Electores registrados              | Electores registrados                  | Electores registrados              | 624.727 | 100   |
| Fuente:               |                         |                                    |                                        |                                    |         |       |

### Cámara de Diputados
| ← 2003 · Cámara de Diputados · 2007 → | ← 2003 · Cámara de Diputados · 2007 →                | ← 2003 · Cámara de Diputados · 2007 →                | ← 2003 · Cámara de Diputados · 2007 → | ← 2003 · Cámara de Diputados · 2007 → | ← 2003 · Cámara de Diputados · 2007 → |
| Partido/Alianza                       | Partido/Alianza                                      | Partido/Alianza                                      | Votos                                 | %                                     | Bancas                                |
| ------------------------------------- | ---------------------------------------------------- | ---------------------------------------------------- | ------------------------------------- | ------------------------------------- | ------------------------------------- |
|                                       |                                                      | Unión Cívica Radical                                 | 123.126                               | 31,49                                 |                                       |
|                                       | Partido Justicialista                                | 51.784                                               | 13,24                                 |                                       |                                       |
|                                       | Frente de Todos                                      | 45.429                                               | 11,62                                 |                                       |                                       |
|                                       | Partido Popular de Corrientes                        | 17.390                                               | 4,45                                  |                                       |                                       |
|                                       | Acción por la República                              | 10.538                                               | 2,70                                  |                                       |                                       |
|                                       | Partido Socialista                                   | 0                                                    | 0,00                                  |                                       |                                       |
| Total Frente de Todos                 | Total Frente de Todos                                | Total Frente de Todos                                | 248.277                               | 63,50                                 | 10/13                                 |
|                                       |                                                      | Partido Nuevo                                        | 37.931                                | 9,70                                  |                                       |
|                                       | Partido Liberal de Corrientes                        | 16.997                                               | 4,35                                  |                                       |                                       |
|                                       | Partido Autonomista de Corrientes                    | 10.745                                               | 2,75                                  |                                       |                                       |
|                                       | Frente Unidos por Corrientes                         | 3.123                                                | 0,80                                  |                                       |                                       |
|                                       | Recrear para el Crecimiento                          | 2.363                                                | 0,60                                  |                                       |                                       |
| Total Frente Unidos por Corrientes    | Total Frente Unidos por Corrientes                   | Total Frente Unidos por Corrientes                   | 71.160                                | 18,20                                 | 3/13                                  |
|                                       |                                                      | Frente Proyecto Corrientes                           | 14.665                                | 3,75                                  |                                       |
|                                       | Partido Demócrata Progresista                        | 2.834                                                | 0,72                                  |                                       |                                       |
|                                       | Movimiento de Integración y Desarrollo               | 896                                                  | 0,23                                  |                                       |                                       |
|                                       | Nueva Dirigencia                                     | 546                                                  | 0,14                                  |                                       |                                       |
|                                       | Partido Intransigente                                | 372                                                  | 0,10                                  |                                       |                                       |
| Total Frente Proyecto Corrientes      | Total Frente Proyecto Corrientes                     | Total Frente Proyecto Corrientes                     | 19.313                                | 4,94                                  |                                       |
|                                       |                                                      | Partido de la Victoria                               | 9.193                                 | 2,35                                  |                                       |
|                                       | Frente Grande                                        | 6.032                                                | 1,54                                  |                                       |                                       |
| Total Alianza para la Victoria        | Total Alianza para la Victoria                       | Total Alianza para la Victoria                       | 15.225                                | 3,89                                  |                                       |
|                                       | Corriente Patria Libre                               | Corriente Patria Libre                               | 10.092                                | 2,58                                  |                                       |
|                                       |                                                      | Partido Comunista                                    | 3.683                                 | 0,94                                  |                                       |
|                                       | Frente para el Cambio                                | 919                                                  | 0,24                                  |                                       |                                       |
|                                       | Unidad Popular Correntina                            | 905                                                  | 0,23                                  |                                       |                                       |
| Total Unidad Popular Correntina       | Total Unidad Popular Correntina                      | Total Unidad Popular Correntina                      | 5.507                                 | 1,41                                  |                                       |
|                                       | Crecer con Todos                                     | Crecer con Todos                                     | 6.105                                 | 1,56                                  |                                       |
|                                       | 17 de noviembre                                      | 17 de noviembre                                      | 5.559                                 | 1,42                                  |                                       |
|                                       | Afirmación para una República Igualitaria            | Afirmación para una República Igualitaria            | 3.978                                 | 1,02                                  |                                       |
|                                       | Partido Demócrata Cristiano                          | Partido Demócrata Cristiano                          | 2.336                                 | 0,60                                  |                                       |
|                                       | Frente por la Corriente que Viene (PCP - UCeDe - PF) | Frente por la Corriente que Viene (PCP - UCeDe - PF) | 2.036                                 | 0,52                                  |                                       |
|                                       | Acción Transformadora                                | Acción Transformadora                                | 1.384                                 | 0,35                                  |                                       |
| Votos positivos                       | Votos positivos                                      | Votos positivos                                      | 390.972                               | 96,35                                 |                                       |
| Votos en blanco                       | Votos en blanco                                      | Votos en blanco                                      | 9.570                                 | 2,36                                  |                                       |
| Votos nulos                           | Votos nulos                                          | Votos nulos                                          | 5.120                                 | 1,26                                  |                                       |
| Participación                         | Participación                                        | Participación                                        | 405.770                               | 64,87                                 |                                       |
| Electores registrados                 | Electores registrados                                | Electores registrados                                | 625.515                               | 100                                   |                                       |
| Fuentes:                              |                                                      |                                                      |                                       |                                       |                                       |

### Cámara de Senadores
| ← 2003 · Cámara de Diputados · 2007 → | ← 2003 · Cámara de Diputados · 2007 →                | ← 2003 · Cámara de Diputados · 2007 →                | ← 2003 · Cámara de Diputados · 2007 → | ← 2003 · Cámara de Diputados · 2007 → | ← 2003 · Cámara de Diputados · 2007 → |
| Partido/Alianza                       | Partido/Alianza                                      | Partido/Alianza                                      | Votos                                 | %                                     | Bancas                                |
| ------------------------------------- | ---------------------------------------------------- | ---------------------------------------------------- | ------------------------------------- | ------------------------------------- | ------------------------------------- |
|                                       |                                                      | Unión Cívica Radical                                 | 124.379                               | 31,85                                 |                                       |
|                                       | Partido Justicialista                                | 52.050                                               | 13,33                                 |                                       |                                       |
|                                       | Frente de Todos                                      | 45.772                                               | 11,72                                 |                                       |                                       |
|                                       | Partido Popular de Corrientes                        | 17.400                                               | 4,46                                  |                                       |                                       |
|                                       | Acción por la República                              | 10.586                                               | 2,71                                  |                                       |                                       |
|                                       | Partido Socialista                                   | 0                                                    | 0,00                                  |                                       |                                       |
| Total Frente de Todos                 | Total Frente de Todos                                | Total Frente de Todos                                | 250.197                               | 64,06                                 | 3/4                                   |
|                                       |                                                      | Partido Nuevo                                        | 37.707                                | 9,65                                  |                                       |
|                                       | Partido Liberal de Corrientes                        | 17.055                                               | 4,37                                  |                                       |                                       |
|                                       | Partido Autonomista de Corrientes                    | 10.161                                               | 2,60                                  |                                       |                                       |
|                                       | Frente Unidos por Corrientes                         | 3.099                                                | 0,79                                  |                                       |                                       |
|                                       | Recrear para el Crecimiento                          | 2.389                                                | 0,61                                  |                                       |                                       |
| Total Frente Unidos por Corrientes    | Total Frente Unidos por Corrientes                   | Total Frente Unidos por Corrientes                   | 70.412                                | 18,03                                 | 1/4                                   |
|                                       |                                                      | Frente Proyecto Corrientes                           | 14.834                                | 3,80                                  |                                       |
|                                       | Partido Demócrata Progresista                        | 2.800                                                | 0,72                                  |                                       |                                       |
|                                       | Movimiento de Integración y Desarrollo               | 880                                                  | 0,23                                  |                                       |                                       |
|                                       | Nueva Dirigencia                                     | 547                                                  | 0,14                                  |                                       |                                       |
|                                       | Partido Intransigente                                | 372                                                  | 0,10                                  |                                       |                                       |
| Total Frente Proyecto Corrientes      | Total Frente Proyecto Corrientes                     | Total Frente Proyecto Corrientes                     | 19.433                                | 4,98                                  |                                       |
|                                       |                                                      | Partido de la Victoria                               | 9.091                                 | 2,33                                  |                                       |
|                                       | Frente Grande                                        | 6.109                                                | 1,56                                  |                                       |                                       |
| Total Alianza para la Victoria        | Total Alianza para la Victoria                       | Total Alianza para la Victoria                       | 15.200                                | 3,89                                  |                                       |
|                                       | Corriente Patria Libre                               | Corriente Patria Libre                               | 9.504                                 | 2,43                                  |                                       |
|                                       |                                                      | Partido Comunista                                    | 3.655                                 | 0,94                                  |                                       |
|                                       | Frente para el Cambio                                | 889                                                  | 0,23                                  |                                       |                                       |
|                                       | Unidad Popular Correntina                            | 870                                                  | 0,22                                  |                                       |                                       |
| Total Unidad Popular Correntina       | Total Unidad Popular Correntina                      | Total Unidad Popular Correntina                      | 5.414                                 | 1,39                                  |                                       |
|                                       | Crecer con Todos                                     | Crecer con Todos                                     | 6.233                                 | 1,60                                  |                                       |
|                                       | 17 de noviembre                                      | 17 de noviembre                                      | 4.593                                 | 1,18                                  |                                       |
|                                       | Afirmación para una República Igualitaria            | Afirmación para una República Igualitaria            | 3.955                                 | 1,01                                  |                                       |
|                                       | Partido Demócrata Cristiano                          | Partido Demócrata Cristiano                          | 2.204                                 | 0,56                                  |                                       |
|                                       | Frente por la Corriente que Viene (PCP - UCeDe - PF) | Frente por la Corriente que Viene (PCP - UCeDe - PF) | 2.068                                 | 0,53                                  |                                       |
|                                       | Acción Transformadora                                | Acción Transformadora                                | 1.349                                 | 0,35                                  |                                       |
| Votos positivos                       | Votos positivos                                      | Votos positivos                                      | 390.562                               | 96,25                                 |                                       |
| Votos en blanco                       | Votos en blanco                                      | Votos en blanco                                      | 9.874                                 | 2,43                                  |                                       |
| Votos nulos                           | Votos nulos                                          | Votos nulos                                          | 5.334                                 | 1,31                                  |                                       |
| Participación                         | Participación                                        | Participación                                        | 405.770                               | 64,87                                 |                                       |
| Electores registrados                 | Electores registrados                                | Electores registrados                                | 625.515                               | 100                                   |                                       |
| Fuentes:                              |                                                      |                                                      |                                       |                                       |                                       |